# Paratamboicus luteipalpis
Paratamboicus luteipalpis is een hooiwagen uit de familie Sclerosomatidae.